# 汤广福
汤广福（1966年08月9日—），安徽滁州人，电力系统电力电子技术专家，中国工程院院士，现任全球能源互联网研究院有限公司副院长。

## 履历
1986至1990年，就读于西安交通大学电气工程系电器专业，获工学学士学位。1996年，毕业于中国科学院等离子体物理研究所，获博士学位。2017年，当选中国工程院院士。